# جغرافیای بلغارستان
بلغارستان (به بلغاری: България) کشوری در جنوب شرقی اروپاست. پایتخت این کشور شهر صوفیه است.
در شمال این کشور جمهوری رومانی با ۶۰۸ کیلومتر مرز مشترک قرار دارد. در غرب با جمهوری پیشین یوگسلاوی (صربستان با طول مرز ۳۱۸ کیلومتر و مقدونیه با مرز مشترک ۱۴۸ کیلومتری) همجوار می‌باشد. در جنوب با کشور یونان (۴۹۸ کیلومتر) و ترکیه (۲۴۰ کیلومتر) هم‌مرز است. در خاور این جمهوری دریای سیاه قرار دارد.

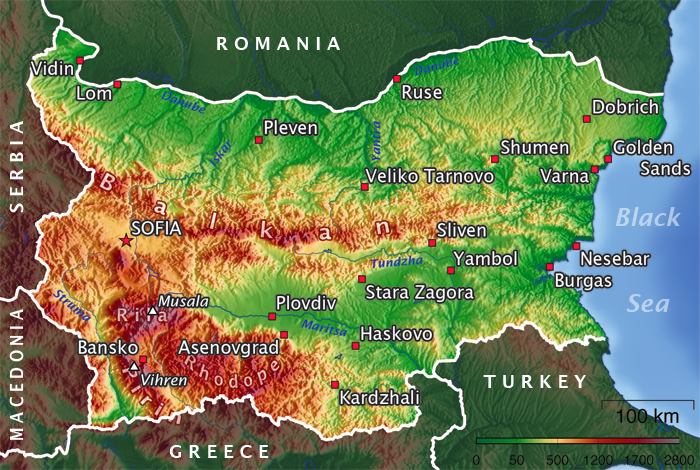
نقشه توپوگرافیک بلغارستان.

دو رشته کوه مهم بلغارستان را فرا گرفته‌است، یکی رشته کوه بالکان که شمال و مرکز این کشور را دربر گرفته و دیگری رشته‌کوه‌های ردوپه که باختر و جنوب کشور را شامل می‌شود، از دیگر رشته‌کوه‌های بلغارستان می‌توان به ریلا و پیرین اشاره کرد.
کوه‌های بالکان از شرق تا غرب و مرکز بلغارستان می‌گذرد. در شمال، تپه‌های کم‌ارتفاع به رود دانوب متمایل است. در جنوب، منطقه‌ای از زمین‌های پست کوه‌های بالکان را از گرانکوهی بلند و چین‌دار که بلندترین قله بلغارستان در آن است جدا می‌کند. بلندترین نقطه این کشور قله مُصَلّی با ۲۹۲۵ متر ارتفاع است که در ارتفاعات ریلا در غرب بلغارستان واقع شده‌است.
شمال کشور تابستان‌های گرم و زمستان‌های سرد دارد، در حالی که جنوب شرق از آب و هوای مدیترانه‌ای برخوردار است. بیشتر اقلیم بلغارستان دارای آب و هوای سرد و کوهستانی است و نواحی ساحلی دریای سیاه نیز آب و هوایی معتدل و مرطوب دارد. مهمترین رود ماریتسا نام دارد که از رشته‌کوه‌های ردوپه در باختر بلغارستان سرچشمه گرفته و با گذر از مناطق مرکزی کشور راه جنوب را در پیش گرفته و وارد ترکیه می‌شود و سپس به دریای اژه می‌ریزد. رود دیگر دانوب نام دارد که در شمال بلغارستان جریان دارد.
پایتخت بلغارستان، شهر صوفیه است و از مهمترین شهرهای بلغارستان می‌توان به پلوودیف ۳۵۰ هزار نفر، وارنا ۳۱۵ هزار نفر، بورگاس ۱۹۰ هزار نفر و روسه ۱۶۰ هزار نفر اشاره کرد.

## تقسیمات کشوری
از سال ۱۹۹۹ بدین سو کشور بلغارستان به ۲۸ استان (منطقه) بخش شده‌است. نام آن‌ها بدین شرح است:
1. استان بلاگووگراد
2. استان بورگاس
3. استان دوبریچ
4. استان گابرووو
5. استان خاسکوو
6. کرجالی
7. استان کیوستندیل
8. استان لووچ
9. استان مونتانا
10. استان پازارجیک
11. استان پرنیک
12. استان پلِون
13. استان پلوودیو
14. استان رازگراد
15. استان روسه
16. استان شومن
17. استان سیلیسترا
18. استان اسلیوِن
19. استان اسمولیان
20. استان صوفیه
21. استان صوفیه سیتی
22. استان استارا زاگورا
23. استان تورگوویشته
24. استان وارنا
25. استان ولیکو ترنوو
26. استان ویدین
27. استان وراتسا
28. استان یامبول